# 의료관광
의료관광(醫療觀光)은 개인이 자신의 거주지를 벗어나 다른 지방이나 외국으로 이동하여 현지의 의료기관이나 요양기관, 휴양기관 등을 통해 본인의 질병을 치료하거나 건강의 유지, 회복, 증진등의 활동을 하는 것으로 본인의 건강상태에 따라 현지에서의 요양, 관광, 쇼핑, 문화체험 등의 활동을 겸하는 것을 의미한다.

## 대한민국 의료관광
이명박정부는 대한민국의 차세대 신성장동력산업 중의 하나로 고부가가치 창출 사업인 Global Healthcare 산업(의료관광사업/외국인환자유치사업)을 선정하였고, 2009년 5월 1일 개정 의료법의 시행으로 의료관광사업(외국인환자유치사업)을 적극지원하였다. 이후 박근혜 정부에 들어와서도 의료관광사업은 고부가가치 창출을 통한 국가경제 발전과 Global Healthcare 산업 전문가 육성 등을 통한 고용창출에 대한 기대효과가 커 신정부의 핵심 국정목표인 창조경제를 더욱 활성화시킬 수 있는 주요 산업으로 평가받고 있다.

## 같이 보기
- 문화체육관광부
- 보건복지부
- 법무부
- 한국관광공사
- 한국보건산업진흥원
- 국제의료관광코디네이터